# Tony Pierce-Roberts
Tony Pierce-Roberts (né le 24 décembre 1944 à Birkenhead, Grande-Bretagne) est un directeur de la photographie anglais.

## Filmographie partielle
- 1973 : Hard Labour (téléfilm) de Mike Leigh
- 1982 : Travail au noir (Moonlighting) de Jerzy Skolimowski
- 1984 : The Cold Room de James Dearden
- 1984 : Porc royal (A Private Function) de Malcolm Mowbray
- 1986 : Chambre avec vue de James Ivory
- 1988 : Esclaves de New York de James Ivory
- 1988 : A Tiger's Tale de Peter Douglas
- 1989 : Out Cold de Malcolm Mowbray (en)
- 1991 : Croc-Blanc de Randal Kleiser
- 1992 : Retour à Howards End de James Ivory
- 1993 : La Part des ténèbres de George A. Romero
- 1993 : Grandeur et Descendance de Robert Young
- 1994 : Le Client de Joel Schumacher
- 1994 : Les Vestiges du jour de James Ivory
- 1995 : Harcèlement (Disclosure) de Barry Levinson
- 1996 : Surviving Picasso de James Ivory
- 1998 : Un Indien à New York de John Pasquin
- 1998 : Paulie, le perroquet qui parlait trop de John Roberts
- 1999 : Astérix et Obélix contre César de Claude Zidi
- 1999 : Blackadder Back & Forth de Paul Weiland
- 1999 : La Tranchée de William Boyd
- 2000 : La Coupe d'or de James Ivory
- 2001 : Kiss kiss bang bang de Stewart Sugg
- 2002 : L'Importance d'être Constant d'Oliver Parker
- 2003 : Underworld de Len Wiseman
- 2004 : De-Lovely de Irwin Winkler
- 2005 : Doom de Andrzej Bartkowiak
- 2005 : J'aurais voulu être un danseur d'Alain Berliner
- 2006 : Separate Lies de Julian Fellowes
- 2006 : Les Soldats du désert de Irwin Winkler
- 2008 : Le Témoin amoureux de Paul Weiland
- 2014 : Vampire Academy de Mark Waters